# Sigurd
Sigurd – miasto w Stanach Zjednoczonych, w stanie Utah, w hrabstwie Sevier.